# Mushishi
Mushishi (蟲師?) è un manga scritto e disegnato da Yuki Urushibara. L'opera ha vinto diversi premi: nel 2003 ha vinto il premio all'eccellenza al Japan Media Arts Festival e il premio per il miglior manga al Premio Kodansha per i manga nel 2006. La pubblicazione italiana del manga è curata da Star Comics. Il fumetto ha avuto anche un adattamento anime di 26 episodi prodotto dalla Artland nel 2005. Nel 2006 il regista Katsuhiro Ōtomo ha diretto l'adattamento live action del manga, presentato al Festival del cinema di Venezia.

## Trama

Il protagonista Ginko

Mushishi è costituito da episodi auto-conclusivi in cui di volta in volta il protagonista, il misterioso Ginko, entra in contatto con un diverso caso che coinvolge i Mushi, strane creature che racchiudono in sé la vita. Non proprio insetti o animali, ma comunque esseri viventi. Né buoni né cattivi. La convivenza di questi con l'uomo porta sovente a problematiche che soltanto un Mushishi — un cacciatore di Mushi o meglio un esperto di Mushi — è in grado di risolvere.
Per via di questa struttura esistono molti personaggi differenti e solo pochi vengono ripresentati nel corso di storie successive. L'unico personaggio cardine è Ginko che porta sulle spalle il peso di una amnesia che nasconde la sua fanciullezza e che vaga per il Giappone in cerca di nuovi casi, senza essere in grado di fermarsi a lungo in un posto per via della sua natura di attirare i Mushi a sé.

## Personaggi ricorrenti
Ginko (ギンコ?)
Doppiato da: Yūto Nakano
Capelli bianchi, un unico occhio verde, viaggia per il Giappone in cerca di casi problematici di convivenza tra Mushi e umani. È diretto e solitamente silenzioso, costretto a vagare per tutta la vita perché ha il potere di attirare a sé i Mushi e una elevata concentrazione di questi in un luogo può diventare causa di problemi. Ha perso la memoria della sua infanzia dopo un incidente con un Mushi.
Adashino (化野?)
Doppiato da: Yūji Ueda
Collezionista di oggetti che sono venuti in contatto con i Mushi e grande amico di Ginko, da cui solitamente compra rarità.
Nui (ぬい?)
Doppiata da: Mika Doi
Donna dai capelli bianchi che accudisce Ginko da giovane e ne condizionerà l'intera esistenza.

## Media

### Manga
Il manga è stato pubblicato da Kōdansha a partire dal 1995 sino al 2008, anno della sua conclusione. Sulla stessa rivista su cui ha debuttato, Afternoon, l'autrice ha pubblicato nel 2013 un sequel di due capitoli, Mushishi tokubetsu-hen 'Hihamukage' (蟲師 特別篇「日蝕む翳」?), con la promessa vaga di aspettarsi presto un progetto ora segreto.

#### Volumi
| 1 | 20 novembre 2000 | ISBN 978-4-06-314255-6 | 18 novembre 2009 | ISBN 978-88-6420-045-3 |
| 1 | Capitoli - 1. La zona verde (緑の座?, Midori no Za) - 2. Le corna morbide (柔らかい角?, Yawarakai Tsuno) - 3. Il passaggio nel cuscino (枕小路?, Makura no Kōji) - 4. La luce sotto le palpebre (瞼の光?, Mabuta no Hikari) - 5. Lo stagno viaggiante (旅をする沼?, Tabi o Suru Numa)                                                                                             |                        |                  |                        |
| 2 | 20 febbraio 2002 | ISBN 978-4-06-314284-6 | 16 dicembre 2009 | ISBN 978-88-6420-047-7 |
| 2 | Capitoli - 6. La montagna addormentata (やまねむる?, Yama Nemuru) - 7. Il mare d'inchiostro (筆の海?, Fude no Umi) - 8. La ragazza che beve la rugiada (露を吸う群れ?, Tsuyu o Suu Mure) - 9. Cade la pioggia, appare l'arcobaleno (雨がくる虹がたつ?, Ame ga Kuru Niji ga Tatsu) - 10. La spora di cotone (綿胞子?, Watabōshi)                                                   |                        |                  |                        |
| 3 | 18 dicembre 2002 | ISBN 978-4-06-314312-6 | 20 gennaio 2010  | ISBN 978-88-6420-044-6 |
| 3 | Capitoli - 11. La voce della ruggine (錆の鳴く聲?, Sabi no Naku Koe) - 12. Dai confini del mare (海境より?, Unasaka yori) - 13. Il seme pesante (重い実?, Omoi Mi) - 14. La nube bianca nel suzuri (硯に棲む白?, Suzuri ni Sumu Shiro) - 15. I pesci con un occhio solo (眇の魚?, Sugame no Uo)                                                                                   |                        |                  |                        |
| 4 | 23 ottobre 2003 | ISBN 978-4-06-314332-4 | 17 febbraio 2010 | ISBN 978-88-6420-048-4 |
| 4 | Capitoli - 16. La raccoglitrice di bozzoli vuoti (虚繭取り?, Uromayutori) - 17. Il ponte di una notte (一夜橋?, Hitoyobashi) - 18. Imitazione di primavera (春と嘯く?, Haru to Usobuku) - 19. Dentro una gabbia (籠のなか?, Kago no Naka) - 20. Il rumore dei passi sull'erba (草を踏む音?, Kusa o Fumu Oto)                                                                      |                        |                  |                        |
| 5 | 22 ottobre 2004 | ISBN 978-4-06-314361-4 | 17 marzo 2010    | ISBN 978-88-6420-060-6 |
| 5 | Capitoli - 21. Il tempio in alto mare (沖つ宮?, Okitsu Miya) - 22. L'occhio della fortuna e l'occhio della sfortuna (眼福眼禍?, Ganpuku Ganka) - 23. L'abito che avvolge la montagna (山抱く衣?, Yama Daku Koromo) - 24. Verso il campo dei falò (篝野行?, Kagarinokō) - 25. Il serpente dell'alba (暁の蛇?, Akatsuki no Hebi)                                                    |                        |                  |                        |
| 6 | 23 giugno 2005 | ISBN 978-4-06-314381-2 | 18 novembre 2009 | ISBN 978-88-6420-062-0 |
| 6 | Capitoli - 26. Il filo che scende dal cielo (天辺の糸?, Tenpen no Ito) - 27. La conchiglia che canta (囀る貝?, Saezuru Kai) - 28. La mano che accarezza la notte (夜を撫でる手?, Yoru o Naderu Te) - 29. Sotto la neve (雪の下?, Yuki no Shita) - 30. Il banchetto ai confini del campo (野末の宴?, Nozue no Utage)                                                               |                        |                  |                        |
| 7 | 23 febbraio 2006 | ISBN 978-4-06-314404-8 | 19 maggio 2010   | ISBN 978-88-6420-069-9 |
| 7 | Capitoli - 31. L'illusione dei fiori (花惑い?, Hana Madoi) - 32. L'abisso dello specchio (鏡が淵?, Kagami ga Fuchi) - 33. Ai piedi dei fulmini (雷の袂?, Ikazuchi no Tamoto) - 34. Il sentiero dei cespugli spinosi (prima parte) (棘のみち（前編）?, Odoro no Michi (Zenpen)) - 35. Il sentiero dei cespugli spinosi (seconda parte) (棘のみち（後編）?, Odoro no Michi (Kōhen)) |                        |                  |                        |
| 8 | 23 febbraio 2007 | ISBN 978-4-06-314442-0 | 24 giugno 2010   | ISBN 978-88-6420-071-2 |
| 8 | Capitoli - 36. La valle in cui sgorga la marea (潮わく谷?, Ushio Waku Tani) - 37. Le profondità dell'inverno (冬の底?, Fuyu no Soko) - 38. L'insenatura nascosta (隠り江?, Komori E) - 39. La pioggia provvidenziale (日照る雨?, Hi Teru Ame) - 40. I germogli del fango (泥の草?, Doro no Kusa)                                                                                  |                        |                  |                        |
| 9 | 22 febbraio 2008 | ISBN 978-4-06-314488-8 | 15 luglio 2010   | ISBN 978-88-6420-077-4 |
| 9 | Capitoli - 41. Il rosso di sera che rimane (残り紅?, Nokori Beni) - 42. Si alza il vento (風巻立つ?, Shimaki Tatsu) - 43. Le stelle nel pozzo (壷天の星?, Koten no Hoshi) - 44. L'acqua più azzurra (水碧む?, Mizu Aomu) - 45. Il materasso d'erba (草の茵?, Kusa no Shitone) |                        |                  |                        |
| 10 | 21 novembre 2008 | ISBN 978-4-06-314537-3 | 18 agosto 2010   | ISBN 978-88-6420-081-1 |
| 10 | Capitoli - 46. Il filo di luce (光の緒?, Hikari no O) - 47. L'albero dell'eternità (常の樹?, Tokoshie no Ki) - 48. Il buio profumato (香る闇?, Kaoru Yami) - 49. La pioggia di campanelli (prima parte) (鈴の雫 （前編）?, Suzu no Shizuku (Zenpen)) - 50. La pioggia di campanelli (seconda parte) (鈴の雫 （後編）?, Suzu no Shizuku (Kōhen))                                   |                        |                  |                        |
| Speciale | |                        |                  |                        |
| Capitoli - 1. L'ombra che divora il sole (prima parte) (日蝕む翳 （前編）?, Hi Hamu Kage (Zenpen)) - 2. L'ombra che divora il sole (seconda parte) (日蝕む翳 （後編）?, Hi Hamu Kage (Kōhen)) | |                        |                  |                        |

### Anime
La serie di Yuki Urushibara ha ricevuto diversi adattamenti animati da parte dello studio d'animazione Artland: la prima è stata trasmessa tra 2005 e 2006, in 26 episodi che riproponevano altrettanti capitoli del manga sino al quinto volume. A questa prima produzione ha fatto seguito nel 2014 lo special TV Mushishi tokubetsu-hen 'Hihamukage' (蟲師 特別篇「日蝕む翳」?), adattamento dello speciale omonimo della serie manga.
Dopo la trasmissione è stato annunciato il seguito ufficiale della serie televisiva: Mushishi zoku-shō (蟲師 続章?), composto da 20 episodi totali ed andato in due parti da aprile sino a giugno 2014 e da ottobre sino a dicembre 2014. Gli episodi 11 e 12 sono stati uniti in un unico special TV, Mushishi zoku-shō tokubetsu-hen “Odoro no michi” (蟲師 続章 特別篇『棘のみち』?), andato in onda il 20 agosto dello stesso anno..
Un film riassuntivo degli ultimi capitoli del manga, Mushishi zoku-shō: Suzu no shizuku (蟲師 続章 鈴の雫?), realizzato dallo stesso staff delle serie televisive anime, è uscito nei cinema giapponesi il 16 marzo 2015, chiudendo così l'opera.

#### Sigle
- La sigla d'apertura di Mushi-Shi è "The Sore Feet Song" di Ally Kerr
- La sigla d'apertura di Mushi-Shi -Next Passage- è "Shiver" di Lucy Rose
- La sigla di chiusura è diversa per ciascun episodio e sono composte da Toshio Masuda

### Film live action
Nel 2006 è uscito un adattamento live action del manga, diretto da Katsuhiro Ōtomo.